# 朝倉貞景
朝倉貞景（日语：／ Asakura Sadakage，1473年3月3日—1512年4月11日）是日本室町時代至戰國時代越前國的戰國大名，朝倉氏第9代當主，朝倉氏景嫡子。

## 生涯
文明（1486年），氏景死去，貞景繼承家督。由於貞景當時年僅13歲左右，因此有可能是家臣擅自擁立他繼位。
長享元年（1487年），就任家督不久的貞景奉室町幕府將軍足利義尚之命，攻打六角高賴，是為長享之亂。然而，貞景率領的本隊停留在敦賀，僅派敦賀郡司朝倉景冬作為先鋒前往近江國坂本。斯波義寬對於與前被官朝倉氏在同一陣營乃奇恥大辱，因此義寬向將軍義尚要求斯波氏復任越前國守護。當時，幕府聽從朝倉氏的意見，認為朝倉氏是將軍的直臣，並且承認朝倉氏在越前的支配權。
延德3年（1491年），繼任將軍足利義材再次進攻近江的高賴，是為延德之亂，義寛雖然也有參戰，但是貞景卻未有出兵而是持觀望態度。對此，義寬再次向將軍投訴，甚至一度傳出已經發出討伐貞景的御內書，將軍也會出兵越前的謠言。最終，由於朝倉氏擁有約1萬兵力（另一說法為總共有6隊人馬，每隊2,000人，總共12,000人），出兵朝倉一事亦告吹。同年，貞景與尾張織田孫左衛門之女成婚。
明應2年（1493年）爆發的明應之變中，貞景在細川政元的協助下，朝倉軍成功捕獲將軍義材。然而在同年7月，義材在越中放生津城（現富山縣射水市中新湊的海岸部）成立越中公方後，貞景隨即前往謁見。翌年10月，義材計劃上洛而舉兵，貞景亦應其號召從越前進攻加賀國，並且在大野郡擊敗加賀的一向一揆以及在坂井郡擊敗甲斐氏。明應4年（1494年），在美濃爆發的船田合戰中，貞景親身前往近江柳瀨（現滋賀縣長濱市內）協助齋藤氏，翌年的決戰也派朝倉軍前往支援，並且取得勝利。
明應7年（1498年），前任將軍義材（義尹）從越中轉移至一乘谷城意圖再次上洛。對此，貞景雖然厚待義材，卻拒絕支援他上洛。翌年，義尹在貞景未有協助的情況下上洛，卻敗於六角氏，轉為投靠周防的大內氏，然而這卻導致貞景與政元及昔日同盟加賀的本願寺門徒對立。
文龜3年（1503年），朝倉一族的朝倉景豐謀反，貞景通過朝倉宗滴的協助，成功擊敗景豐。翌年，朝倉元景從加賀出兵攻打貞景，但是遭到貞景擊敗，其家督之位自此亦穩如泰山。永正3年（1506年）爆發的九頭龍川之戰中，貞景擊敗進攻越前的加賀、越中和能登的一向一揆，成功確立朝倉氏戰國大名的地位，並且讓越前成為其領國。自此直至貞景之孫朝倉義景時代永祿10年（1567年）堀江景忠謀反為止，越前國內未有再發生大規模的戰事，乃朝倉氏享受和平的全盛期ま。
然而在永正9年（1512年）3月25日，貞景在鷹獵期間突然死去，享年40歲，法號天澤宗清。家督之位由其子朝倉孝景（宗淳）繼承。

## 個人
貞景不單在京都的清水寺建造法華堂（朝倉堂），身處一乘谷期間亦曾經在安波賀（現福井縣福井市內）建造經堂，協助南陽寺（現一乘谷朝倉氏遺跡其中的一部分）再興，可見其信仰。加上貞景年少時繼承家督之位，卻能夠解除被將軍討伐的危機以及將一向一揆趕出越前，成功構建朝倉全盛期的基礎，乃不遜於祖父朝倉孝景和父親的優秀人物。